# 神恩復興運動

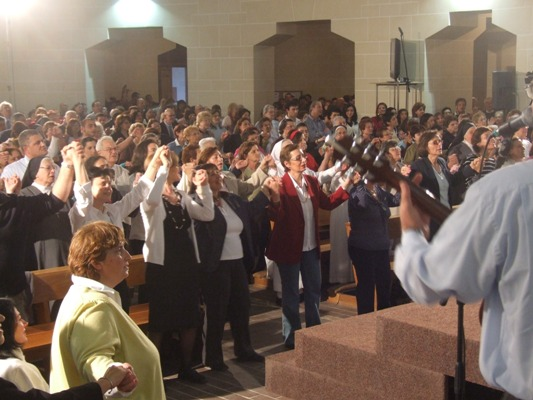
神恩復興運動組織的聖神醫治活動

神恩復興運動（Catholic Charismatic Renewal, CCR）是一個天主教會內主張復興聖神（新教中文翻譯成「聖靈」）恩寵的運動。神恩復興運動雖然名義上是復興中世紀以來不受天主教內主流認可的神恩，但實際上受到新教的靈恩派很深影響。1967年，杜肯大學的一些師生在參觀新教靈恩派教會後受到啓發，開始在天主教會內部推廣舌音祈禱（新教稱為「說方言」）、接受聖神的洗禮等概念。1975年，時任教宗保祿六世正式認可了神恩復興運動。截至2013年，大約有1.6億天主教徒參加了神恩復興運動。

## 宗教實踐
神恩復興運動強調「在聖神內領受洗禮」。參與者常常在彌撒之外額外舉辦祈禱會。在這樣的祈禱會中，唱聖歌時教友會高舉雙手、用舌音禱告等等。此外，也會舉行覆手祈禱、聖神醫治等活動。一些神恩復興運動使用的聖歌因為較傳統的聖歌活潑，而被吸收到彌撒聖歌之中。

## 天主教內的觀點
天主教會內部對神恩復興運動的看法不一。贊成派認為神恩復興有助於教友的靈修。保祿六世以來的歷任教宗都曾對神恩復興作出肯定，認為神恩復興在天主教教友的信仰生活中發揮了正面作用。
另外，贊成派認為神恩復興也有助於基督教合一運動。神恩復興能作為一個窗口（例如邀請新教的神職人員分享相關的體驗），加深天主教與其他新教派別的交流。
然而，也有反對意見認為神恩復興就是把靈恩派的理念搬進了天主教會，是披着天主教外殼的靈恩派，促使天主教徒逐步改宗為靈恩派新教。另外一些神恩復興運動者為了迎合當代信仰藝術而在教堂內移除了耶穌聖心和苦像等標誌也遭受了批評。